# 沈天慧
沈天慧（1923年4月27日—2011年1月2日），中国半导体化学家。

## 生平
生于浙江嘉善，籍贯浙江杭州。1949年毕业于上海大同大学化工系。1957年至1959年赴苏联进修。曾任上海交通大学教授。1980年当选为中国科学院学部委员(院士)。